# I Munchies
I Munchies sono un gruppo di pupazzi animati dalle sembianze umane ideati e creati da Charlie Tango, Giampietro Cutrino, e Miki Shipperman. Sono stati protagonisti di tre serie televisive prodotte da The Munchies, le prime due andate in onda su Italia 1 la terza su MTV Italia.
Da gennaio 2010 sono tornati in "formato digital" su tutti i social network più importanti.
La prima serie omonima mostrava reali scherzi telefonici che poi venivano sovrapposti ai pupazzi animati, in un format simile a quello della serie statunitense Crank Yankers. Dopo le due serie su Italia 1 e la terza su MTV Italia è stato ideato e creato lo spin-off Eve e i Munchies sempre per Italia 1, e mostrava le avventure dei pupazzi in giro per il mondo per salvare la Terra da un imminente distruzione.
La prima serie è stata trasmessa a fine settembre 2003 su Italia 1 in seconda serata, la seconda serie nella primavera del 2004 e successivamente la terza serie su MTV.

## Personaggi
La famiglia de iMunchies è composta da: 
- Pasquale Catozzo: padre di famiglia, quarantenne divorziato, napoletano ingenuo quanto ignorante, espatriato nel Veneto con l'unico obiettivo di fare soldi facili.
- Miki: figlio di Pasquale, ventenne, finto studente immischiato in loschi traffici
- Nonna Yolanda: madre di Pasquale e nonna di Miki, una dolce vecchietta ottantenne proveniente dalla Puglia al Nord per seguire il figlio; è spesso intenta a compiere azioni insolite per lei, come bungee jumping o inseminazione artificiale nonostante l'età.
- Aldo Savio: avvocato di famiglia
- Il pappagallo.
- Laena: figlia illegittima di Catozzo, nata da una relazione con un'aliena durante un suo viaggio sulla Luna
- Stephany: personaggio successivamente rimosso, è l'amico omosessuale di Micky che per i suoi dichiarati gusti sessuali è costantemente deriso dagli altri fantocci, ma egli pare non curarsi di questo fatto e ogni volta risponde per le rime alle velenosissime frecciate che gli vengono rivolte.

## Prima e seconda serie:I Munchies
Realizzata dal 2003, trasmessa su Italia 1 in seconda serata a partire da settembre 2003. In ogni episodio i personaggi sono mostrati fare reali scherzi telefonici, ironici e irriverenti in un gergo piuttosto volgare e sarcastico. Questi venivano poi sovrapposti ai pupazzi animati, in un format simile a quello della serie statunitense Crank Yankers. Oltre alle vittime a casa, gli scherzi colpivano anche uffici lavorativi come l'INPS, caserme di carabinieri, e l'ufficio della nettezza urbana, ma non era raro vedere coinvolti anche cantanti (come J-Ax) o personaggi televisivi. Agli scherzi telefonici venivano alternate delle mini sit-com e dei siparietti musicali.
La serie è stata realizzata da Giampietro Cutrino e i fratelli Charlie Tango e Miki, le musiche erano affidate a Paolo Andriolo e Gianluca Ballarin (musicista per Tiziano Ferro): la sigla iniziale più nove canzoni originali per altrettanti video musicali presenti nella fiction cantate da Daniele Concina. A dare le voci ad alcuni personaggi ci pensano: Miki dallo stesso Miki, Pasquale da Charlie, l'avvocato Savio da Michele Picello, e Nonna Yolanda dalla vera nonna di Charlie e Miki, Iolanda.

## Spin-off:Eve e i Munchies
Dal maggio 2010 su Italia 1 è stato prodotto un nuovo format, dal titolo Eve e i Munchies. Qui i pupazzi non sono più alle prese con gli scherzi telefonici, ma di una storia immaginaria in cui dovranno salvare la Terra da un imminente distruzione operata dai Maya. Per farlo dovranno superare i limiti spazio-temporali e recuperare i 6 elementi del Codice Munchies, unica possibilità di salvezza per il genere umano. Il tutto con l'ausilio di Eve, unico personaggio umano in carne ed ossa, interpretata da Evelina Manna. Alcuni nemici sono però sulle loro tracce come gli sgherri di Mister X, che ha già promesso di rivendere ai Maya la Terra, come nuova fonte di energia spaziale. Nella serie appaiono svariati personaggi sotto forma di pupazzi, tra cui Bob Marley, Marilyn Monroe e persino Adolf Hitler e Satana, con le vicende commentate da Alfred Hitchcock.

## Altri media
- I pupazzi sono anche apparsi nel video canzone de L'italiano medio degli Articolo 31
- Pasquale Catozzo appare come co-conduttore del programma Papirazzo di Enrico Papi.